# TeVe-Blad
TeVe-Blad is een Belgische Nederlandstalige tv-gids in pocketformaat die uitgegeven wordt door De Persgroep. Hoofdredacteur is Peter De Backer.

## Historiek
De tv-gids werd opgericht in 1981 en werd aanvankelijk uitgegeven door NV Perexma (Pers-Exploitatie-Maatschappij), dat ontstaan is uit een samenwerking tussen De Standaard en Gazet van Antwerpen. Van 1984 tot 1987 was het blad de hoofdsponsor van een gelijknamige wielerploeg. Van 1983 tot 1990 was het blad de shirtsponsor van KV Mechelen.
In 1993 wordt het blad verkocht aan de TUM (het latere Mediaxis), dochteronderneming van de VNU. In 2001 kwam het in handen van Sanoma Media en sinds 2015 wordt het uitgegeven door De Persgroep.
Het blad brengt een overzicht van de programma's op de verschillende televisiezenders. Op enkele items wordt er dieper ingegaan door middel van een artikel. Ook worden puzzels en prijsvragen gepubliceerd. Het magazine heeft een oplage van 165.612 en een gemiddeld leesbereik van 435.200 lezers.